# ویلیامستون (کارولینای جنوبی)
ویلیامستون(به انگلیسی: Williamston) شهری در ایالت کارولینای جنوبی کشور ایالات متحده آمریکا است که جمعیت آن در سرشماری سال ۲۰۱۰ میلادی، ۳٬۹۳۴ نفر بوده‌است.